# Шкадов, Максим Александрович
Шка́дов Максим Александрович (род. 8 октября 1969, Смоленск) — российский менеджер, генеральный директор алмазообрабатывающего производственного объединения «Кристалл» (2004—2018).

## Биография
Родился 8 октября 1969 года в Смоленске в семье Александра Шкадова (генерального директора ПО «Кристалл» в 1988—1998 годы), внук генерала армии Ивана Шкадова.
В 1990 году окончил Ленинградское высшее общевойсковое училище, служил в военной разведке. В звании капитана уволился из армии по сокращению штатов.
С 1993 года работал на ограночном предприятии «Кристаллдиам» последовательно учеником огранщика, огранщиком, оценщиком, инженером-технологом. В 1994 году назначен на должность директора ограночного предприятия «Смоленск-Таше».
С 1999 года — заместитель генерального директора — директор по внешнеэкономической деятельности производственного объединения «Кристалл», в 2002 году назначен на должность первого заместителя генерального директора — директора по внешнеэкономической деятельности «Кристалла».
В 2000—2003 годы — депутат Смоленского городского совета.
В 2002 году окончил Московский энергетический институт по специальности «Физика и технология обработки алмазов».
С 23 декабря 2004 года по 24 декабря 2018 года — генеральный директор производственного объединения «Кристалл». С 2018 года — в Алроса.

## Общественная деятельность
Председатель совета Ассоциации российских производителей бриллиантов,
вице-президент Международной ассоциации производителей бриллиантов. Президент хоккейного клуба «Славутич».